# Schwarzbrust-Schwarzleguan
Der Schwarzbrust-Schwarzleguan (Ctenosaura melanosterna) ist ein ca. 76 cm langer, pflanzenfressender Leguan, der in Südost-Guatemala und Nord-Honduras beheimatet ist.

## Merkmale

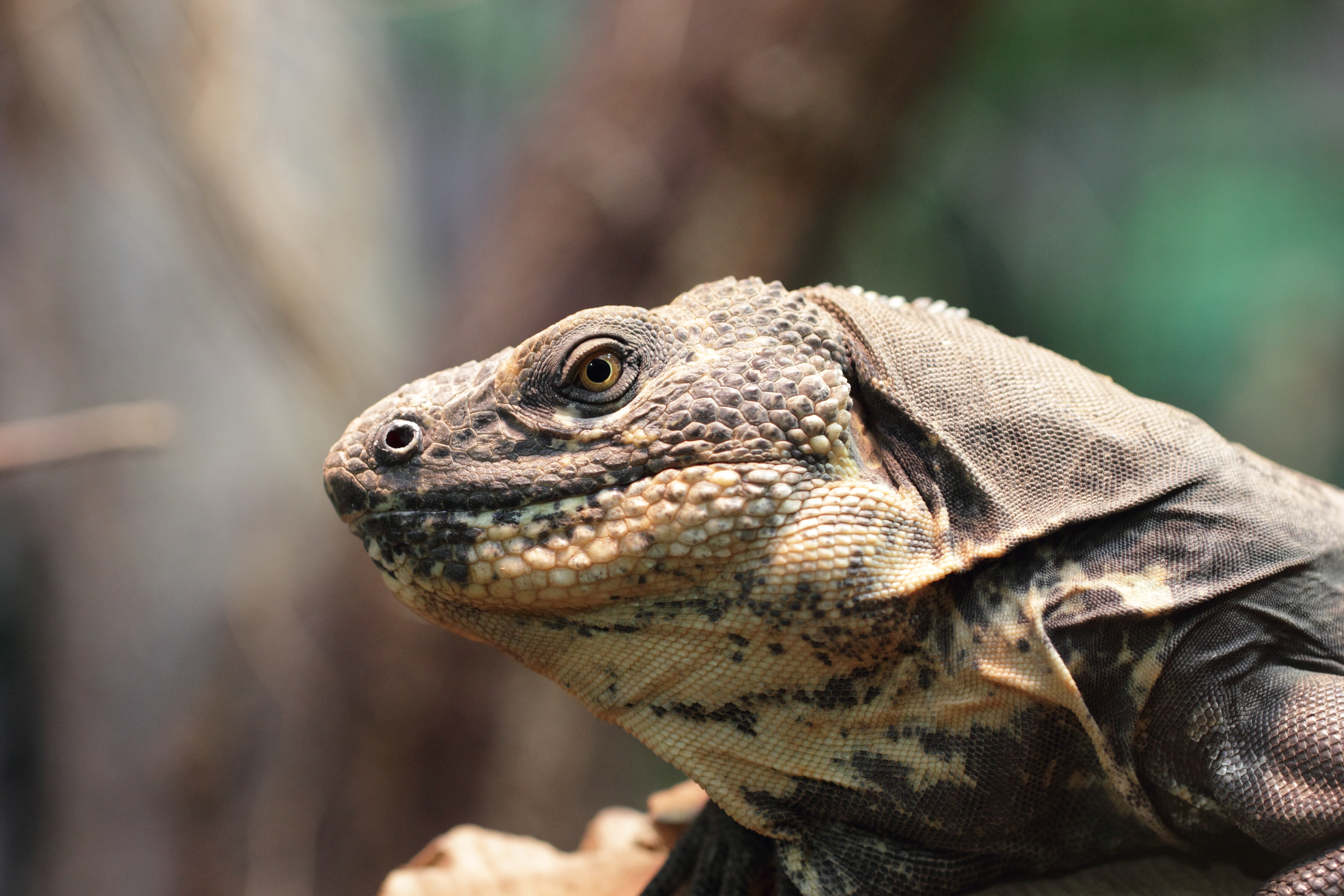
Exemplar im Schönbrunner Tiergarten

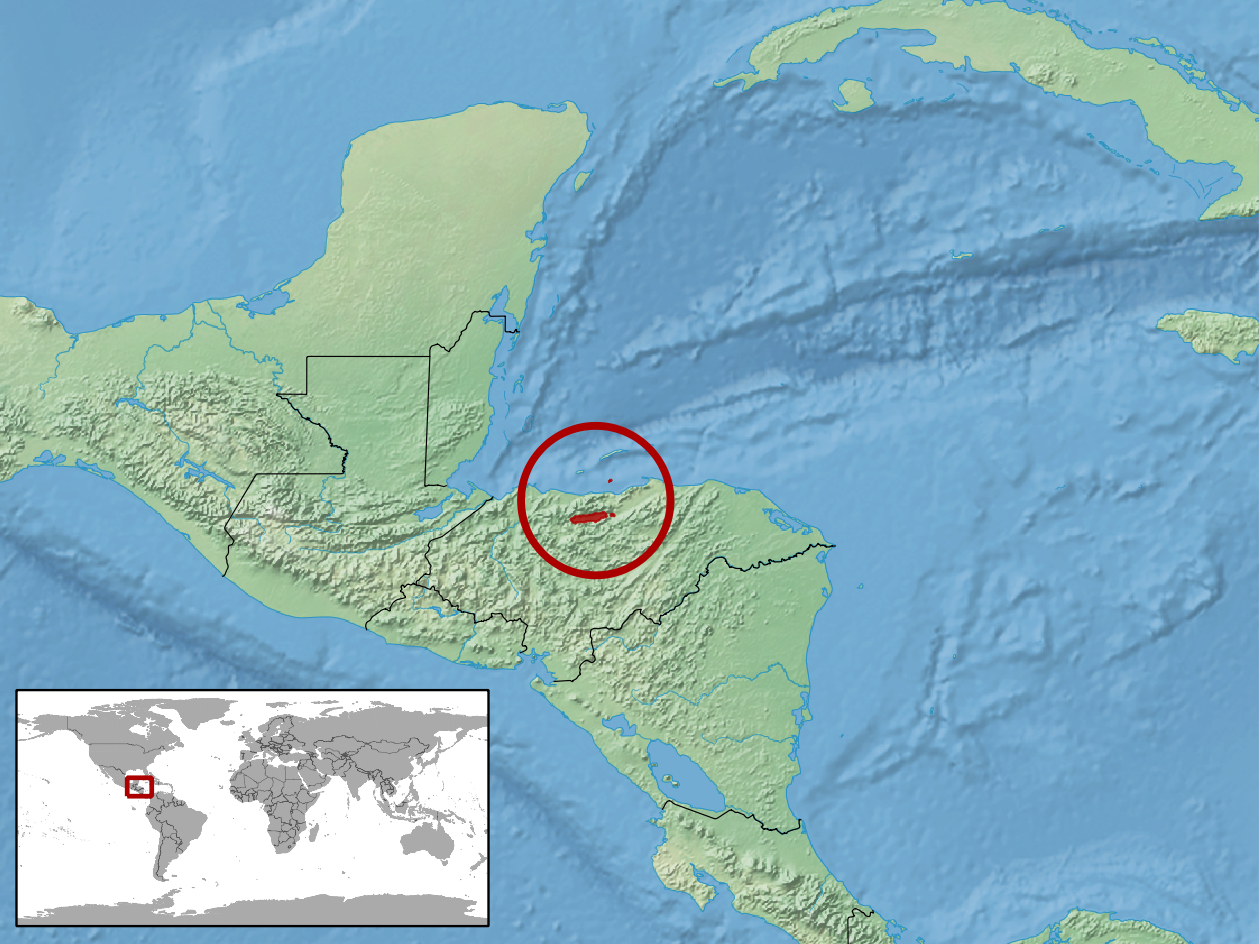
Verbreitungsgebiet

Beide Geschlechter besitzen ein Kehlsegel. Typisch für die Art ist die stark dunkel gefärbte Brust. Wie bei anderen Schwarzleguanen ist das Männchen größer. Der Schwanz macht etwa die Hälfte des Tieres aus. Als baumbewohnende Tiere besitzt C. melanosterna lange, gebogene Krallen zum Klettern.

## Jungtiere
Im Vergleich zu den erwachsenen Tieren leben die Jungtiere bevorzugt auf dem Boden. In den ersten Monaten ernähren sich die jungen Leguane meist von Insekten, während sie als erwachsene Tiere überwiegend Blättern, Blüten und Früchten fressen.

## Bedrohung und Schutz
Diese Art ist aufgrund von Lebensraumzerstörung, eingeführter Tiere wie Hunde, Katzen, Ratten, sowie der Sammlung von Eiern und Einzeltieren in ihrem Bestand ernsthaft gefährdet. Zum Schutz der Art wurden Schutzgebiete wie der Pico Bonito National Park South und Forschungs- und Nachzuchtstadion gegründet. Des Weiteren ist diese Art im CITES-Anhang II (nur eingeschränkter Handel erlaubt) gelistet.  